# Darab (Verwaltungsbezirk)
Darab oder Schahrestan Darab (persisch شهرستان داراب) ist ein Schahrestan (Verwaltungsbezirk) in der Provinz Fars im Iran. Er enthält die Stadt Darab, welche die Hauptstadt des Verwaltungsbezirks ist. 

## Kreise
- Zentral (بخش مرکزی)
- Rostaq (بخش رستاق)
- Forgh (بخش فورگ)

## Demografie
Bei der Volkszählung 2016 betrug die Einwohnerzahl des Schahrestan 201.489. Die Alphabetisierung lag bei 86 Prozent der Bevölkerung. Knapp 45 Prozent der Bevölkerung lebten in urbanen Regionen.
| Zensusjahr | Einwohnerzahl |
| ---------- | ------------- |
| 2011       | 189.345       |
| 2016       | 201.489       |